# Georgische Technische Universität
Die Georgische Technische Universität – GTU (georgisch საქართველოს ტექნიკური უნივერსიტეტი – სტუ Sakartwelos Teknikuri Uniwersiteti – STU) in Tiflis ist die größte technische Universität Georgiens und Transkaukasiens.
1922 wurde die Polytechnische Fakultät der Staatlichen Universität Tiflis gegründet. Als Georgisches Polytechnisches Institut wurde die Fakultät 1928 eine unabhängige Bildungseinrichtung. Der erste Rektor war David Kandelaki. Je nach wechselnden politischen Rahmenbedingungen erhielt es neue Namen: 1933 Transkaukasisches Industrieinstitut, 1936 Georgisches Industrieinstitut, 1947 S.M. Kirow Polytechnisches Institut, 1956 schließlich W. I. Lenin Georgisches Polytechnisches Institut. 1992 wurde das Institut zur Georgischen Technischen Universität.
Die Universität beschäftigt 120 Professoren und 500 wissenschaftliche Mitarbeiter. Diese arbeiten an neun Fakultäten, in 38 Forschungslaboratorien und -Zentren sowie dem Polytechnischen Institut in Batumi. Zur Universität gehören ein Internationales deutschsprachiges Institut für Wirtschaft und Recht sowie ein Französischsprachiges Institut für Informatik.
Vor 1990 lag der Schwerpunkt der wissenschaftlichen Arbeit bei der Zuarbeit für die Rüstungsindustrie der Sowjetunion auf den Gebieten der Kommunikation und des Maschinenbaus. Starke Kapazitäten waren beim Institut für Kosmische Konstruktion und dem für die Raumfahrt geschaffenen Labor für Druck- und Tieftemperatur-Maschinenbau konzentriert. Inzwischen werden Bautechnik, Energietechnik, Telekommunikation, Architektur, Bergbau, Geologie, Technische Chemie, Metallurgie, Fahrzeugtechnik, Luft- und Raumfahrttechnik, Maschinenbau, Informatik und Geisteswissenschaften gelehrt.
Mit der GTU verbunden sind die Georgische Universität für Sozialwissenschaften, die Caucasus Business School und eine Cisco Networking Academy.
Eine besondere Beachtung gilt der „Deutschsprachigen Fakultät für Wirtschaft und Recht“, welche nach dem Vorbild des Fachbereichs Wirtschaftsrecht an der Universität Lüneburg geschaffen wurde. Die Vorlesungen finden ausschließlich auf Deutsch statt.

## Bekannte Studenten
- Meri Arabidse (* 1994), Schachspielerin
- Giorgi Baramidse (* 1968), Politiker (bis 1992)
- David Bakradse (* 1972), Diplomat und Politiker (bis 1994)
- Giorgi Chaindrawa (* 1956), Politiker (bis 1979)
- Russudan Lortkipanidse (* 1947), Architektin, Hochschullehrerin und Diplomatin (bis 1970)
- Wano Merabischwili (* 1968), Politiker (bis 1992)